# Rumbek
Rumbek (în arabă رمبيك) este un oraș  în partea centrală a  Sudanului de Sud, la o distanță de 277 km NV de Juba. Este reședinta  statului Lacuri. Conform unei estimări din 2009 localitatea avea 24.569 locuitori. Aeroport.